# Trigonophorus saundersi
Trigonophorus saundersi – gatunek chrząszcza z rodziny poświętnikowatych, podrodziny kruszczycowatych i plemienia Goliathini.
Gatunek ten został opisany w 1842 roku przez Johna Obadiah Westwooda.
Ciało długości 30 mm i szerokości 15 mm, umiarkowanie szerokie i wklęsłe, błyszcząco trawiastozielone z ciemnym spodem, ciemnofioletowo-czerwonymi goleniami i udami, a czarnymi czułkami i stopami. Nadustek pomarszczony, z wyrostkiem niedużym, silnie rozszerzonym. Powierzchnia przedplecza skórzasta i po bokach punktowana, a jego nasada delikatni pośrodku wcięta. Punktowanie pokryw wyraźne, miejscami tworzące niekompletne rzędy. Punktowanie zapiersia grube, a pygidium słabe. Śródpiersie o wąskim i zakrzywionym wyrostku. Dymorfizm płciowy przejawia się jak u T. gracilipes.
Chrząszcz endemiczny dla indyjskiego stanu Sikkim.